# Bella Hristova
Bella Hristova (Pleven, 28 de diciembre de 1985) es una violinista búlgara-estadounidense.

## Biografía

### Primeros años
Hristova nació en Pleven, Bulgaria. Sus padres son de origen ruso. Comenzó sus estudios de violín a la edad de seis años. A los doce años se inscribió en clases magistrales con Ruggiero Ricci en la Universidad Mozarteum de Salzburgo y luego asistió al Instituto de Música Curtis en 2003. En esa institución estudió con Ida Kavafian y Steven Tenenbom. Recibió su Diploma de Artista con Jaime Laredo en la Universidad de Indiana en 2010.

### Carrera
Hristova obtuvo una beca Avery Fisher Career Grant en 2013, y ganó el primer premio de las audiciones internacionales de Young Concert Artists de 2019. Hristova ha interpretado como solista con orquestas como la Orquesta de St. Luke's en el Lincoln Center, la Orquesta de Cuerdas de Nueva York bajo la dirección de Jaime Laredo en el Carnegie Hall, así como con la Orquesta Filarmónica de Buffalo, Pasadena, Charleston, Asheville, Greenwich, Vermont, Kansas City, Delaware; la Columbus Symphonies, y la Orquesta Filarmónica de Boca del Río, Orquesta Sinfónica de Asturias, Centro Nacional de la Música-la Orquesta, Orquesta Sinfónica Nacional de Estonia, Orquesta del Centro Nacional de las Artes y Orquesta Sinfónica de Cheongju. Toca con un violín Nicolò Amati de 1655, que una vez fue propiedad del violinista Louis Krasner.

### Vida personal
Hristova está casada con el compositor David Serkin Ludwig.

## Discografía
- Charles-Auguste de Bériot: Solo Violin Music, Volume 1: Twelve Scenes / Nine Studies. Naxos, 2009[11]
- Bella Unaccompanied. A.W. Tonegold Records, 2012[12]